# Ricardo Dyrgalla
Ricardo Dyrgalla (Szarlej, 5 de abril de 1910–São José dos Campos, 3 de agosto de 1970), fue un ingeniero aeronáutico y piloto de origen polaco que tras servir a su país en la Segunda Guerra Mundial y en la Royal Air Force, emigró a la República Argentina donde se convirtió en pionero del desarrollo de cohetes.

## Biografía
Ricardo (Ryszard) Vicente Dyrgalla nació en Szarlej, actualmente un barrio de Piekary Slaskie, en Silesia, Polonia, el 5 de abril de 1910.
Cursó sus estudios en la ciudad de Gdansk, primero en la Escuela Politécnica y luego en la universidad local, donde obtuvo el título de ingeniero aeronáutico. Se convirtió en piloto en los aeroclubes Lwowski y Gdanskiego, batiendo varios récords europeos de vuelo en planeador, entre ellos los de altitud y distancia.

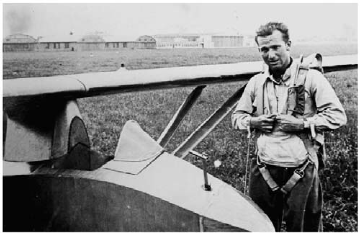
Dyrgalla con un planeador durante un festival aéreo en Polonia en el año 1936.

Ingresó a la Fuerza Aérea Polaca (Polskie Sily Powietrzne) y en 1939 luchó contra la invasión nazi. Tras la ocupación integró el contingente de cuerpo de pilotos voluntarios en las Fuerzas Armadas Polacas que se reorganizó en Francia para continuar la lucha y tras la caída de Francia se trasladó a Gran Bretaña, donde se reorganizaban las Fuerzas Armadas Polacas en el Oeste. Allí se enroló como oficial en la Royal Air Force. Durante la lucha voló cazas Spitfire I como parte de las misiones de reconocimiento del Photographic Reconnaissance Unit, con base en Heston.
Al finalizar la guerra, la llamada República Popular de Polonia permaneció bajo el control soviético, por lo que Dyrgalla decidió permanecer en la RAF. Asignado al flamante Rocket Propulsion Group, que operaba bajo las órdenes de Alexander Duncan Baxter en las instalaciones del Royal Aircraft Establishment en Farnborough para el estudio del armamento capturado a los alemanes, tuvo ocasión de estudiar entre otros sistemas avanzados el de propulsión del cohete V2 y el misil Enzian.
Finalizada la guerra, el gobierno de la República Argentina buscaba contratar técnicos para impulsar las nuevas tecnologías en el país. A mediados de 1946 y por la intermediación del entonces coronel del Ejército Argentino Julio Pedro Hennekens Dyrgalla fue invitado a trabajar en Argentina junto a su hermano Bruno y los ingenieros polacos Jan Czekalski, Kowalczewski, Stawowiok y Zebrowski, quienes también se encontraban trabajando en Gran Bretaña.
Munido de invaluables manuales, libros y apuntes propios sobre los sistemas alemanes que había tenido la oportunidad de estudiar, Dyrgalla arribó con su hermano a fines de 1946 y se incorporó al Instituto Aerotécnico en Córdoba, donde trabajaría hasta 1951 en colaboración con el Departamento Técnico de la Dirección General de Fabricaciones Militares.
Allí trabajaban también los técnicos alemanes que a cargo de Kurt Tank desarrollaban motores de reacción. En sus primeros años en el Instituto, Dyrgalla escribió y publicó en Buenos Aires su primer libro, una recopilación acerca de los sistemas alemanes por él estudiados que tituló Aeromóviles como Cazas-Robots (1948).
Por Orden del Día N° 1115 de fecha 12 de agosto de 1947 se creó la División Proyectos Especiales N° III del Instituto Aerotécnico y la jefatura fue encomendada a Dyrgalla. Tenían la misión de estudiar y desarrollar vehículos teledirigidos y motores cohetes, teniendo como base al Enzian.
Sin embargo, con la colaboración del ingeniero polaco Estanislao N. Kulcycki Dyrgalla rediseñó por completo el misil alemán, incluyendo el motor cohete que, desarrollado entre 1947 y 1948, se convertiría en el primer motor cohete argentino.

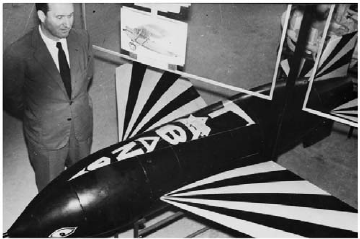
Dyrgalla junto al AM-1 Tábano.

El misil, denominado AM-1 Tábano, estaba construido parcialmente en madera al igual que el Enzian y pesaba unos 300 kg en vuelo. De estos, 20 kg correspondían a la electrónica y al sistema de piloto automático, diseñados casi enteramente en Argentina. El peso total del motor, denominado AN-1, era de 107 kg y con propulsante 197. Las baterías de plomo-ácido agregaban otros 15 y la carga útil era de 36 kg. Su empuje era de 320 kg con un tiempo de encendido de 40s. Su velocidad máxima era de 850 km/h y lanzado desde un avión a una altitud de 5000 metros se estimaba un alcance de 60 km, 10 de vuelo horizontal propulsado y el resto de planeo.
El oxidante y combustible para el motor (denominado AM-1) fueron ácido nítrico y anilina. La elección del ácido nítrico se basaba en su fácil disponibilidad y almacenamiento y un alto impulso específico. La anilina en cambio era tóxica, costosa y difícil de adquirir, pero tenía la ventaja de que ahorraba un sistema de encendido, ya que encendía con el ácido nítrico por mutuo contacto (hipergólico). Las desventajas impulsaron a Dyrgalla a diseñar un sistema de ignición para uso futuro, previendo el reemplazo de la anilina por queroseno o nafta.
A diferencia de otros motores similares poseía inyectores del tipo torbellino e incluso llegó a ensayarse el 20 de octubre de 1949 en Córdoba una versión de motor cohete con cámara de combustión con camisa de refrigeración, aunque no llegó a volar.
Dyrgalla planeó también la construcción de tanques para el motor en materiales de plástico reforzado con fibra, en sus palabras "ovillando un hilo de lana de vidrio impregnado en una resina", esto en una época en que las técnicas de materiales compuestos estaban en sus inicios.
Diseño también el banco de ensayos incorporando los sistemas de seguridad más avanzados de la época, el cual fue construido en la Fábrica Militar José de la Quintana (Córdoba).
Un prototipo planeador del Tábano fue finalmente probado en el sector cordobés de las Salinas Grandes el 18 de marzo de 1950 y a mediados de ese año se efectuó el primer vuelo del prototipo con motor cohete. Lanzado desde un I.Ae. 24 Calquín alcanzó una velocidad máxima de 0.81 M.
En 1951 el proyecto se canceló y Dyrgalla se fue a vivir a la ciudad de Buenos Aires, donde trabajó para una dirección de Fabricaciones Militares en Acassuso (armas y municiones especiales), que poco después se convertitía en CITEFA. Para algunos detrás del cierre del proyecto se encontraba la influencia en el Instituto y en el mismo Juan Domingo Perón de Tank, quien impulsaba el motor jet y desconfiaba del cohete.
Para abril de 1952, Dyrgalla había ingresado en la Sociedad Interplanetaria de Argentina (SAI), en aquel tiempo la única institución civil de Sudamérica abocada a la investigación espacial, sociedad de la que sería uno de sus principales colaboradores, acompañando incluso a su presidente Teófilo Tabanera a un congreso de la International Astronautical Federation (IAF).
En 1952 escribió un nuevo libro, El desarrollo del motor-cohete en la práctica, publicado por medio de la SAI.
En 1953 presentó en una conferencia de la SAI en la Escuela Técnica Otto Krause un método de su invención, que denominó neo-ideografia, para una eventual comunicación con otros planetas.
En 1954 se crea el Instituto de Investigaciones Científicas y Técnicas de las Fuerzas Armadas, también conocido como Centro de Investigaciones Tecnológicas de las Fuerzas Armadas (CITEFA) y Dyrgalla pasó a trabajar en sus instalaciones de Villa Martelli, mudándose a Florida (Buenos Aires).
En 1957 dio un curso de motores cohete en la Facultad de Ciencias Exactas y Naturales de la Universidad de Buenos Aires.
En 1958 fue autorizado a publicar El Primer Motor Cohete Argentino, donde daba a conocer el desarrollo del Tábano, del que habiéndose clasificado como secreto sólo había sido autorizado hasta entonces a dar breves noticias del proyecto en 1950 y 1953. Los documentos acerca del desarrollo del misil habían sido parcialmente destruidos después de la revolución de 1955, por lo que la mayor parte de la información sobreviviente era la que poseía Dyrgalla.
En 1960 empezó a trabajar en el proyecto Prosón M1, cohete sonda experimental destinado a recolectar información atmosférica y alcanzar una altitud de sesenta kilómetros, límite exterior de la estratosfera. Pese a que se efectuaron cuatro lanzamientos, todos exitosos, en 1963 el desarrollo fue discontinuado ya que se consideraba que para entonces la tecnología del vector era ya obsoleta e inadecuada para llevar cargas útiles a la alta atmósfera.
El cohete en su primera etapa tenía un diámetro de 200 mm, una longitud de 1678 mm y 38,5 kg de peso (35 del propulsante). La segunda tenía un diámetro de 110 mm, una longitud de 1583 mm y 13,3 kg de peso (8,5 de propulsante). La separación entre ambas etapas se produciría por resistencia aerodinámica. La carga útil (fumígena en las pruebas para medir la trayectoria) era de 5 kg. La velocidad máxima alcanzada era de M4.
Después del Prosón, se radicó en Brasil donde enseñó en el Instituto Tecnológico de Aeronáutica (ITA) de São José dos Campos, Estado de São Paulo. Falleció en ese país el 3 de agosto de 1970 debido a una complicación cardíaca.
Había casado con Regina Lorenzo, con quien tuvo un hijo, Antonio Alfonso, nacido en Argentina el 19 de diciembre de 1950 y una hija, María Isabel, nacida en Argentina el 2 de noviembre de 1957.